# Rødsand Havmøllepark
Rødsand Havmøllepark, også kaldet Nysted Havmøllepark, er en havvindmøllepark, som er beliggende syd for Lolland. Parken består af Rødsand I og II, som blev færdiggjort i hhv. 2003 og 2010.

## Rødsand I (Nysted Havmøllepark)
Rødsand I, i dag kaldt Nysted Havmøllepark er en vindmøllepark opført i 2003. Det var verdens største havmøllepark frem til 2007.
Parken består af 8 rækker med 9 møller ordnet i et parallelogram , de nærmeste placeret ca. 10 km fra land. Hver mølle kan yde 2,3 MW, og den samlede effekt er 165,6 MW. Mølletårnet på de opsatte møller er 69 meter højt og står på et beton-fundament, og møllevingerne er 41 meter lange. Vingespidsen når på sit højeste punkt op i 110 meters højde. De 72 møller producerer årligt strøm nok til at kunne forsyne 145.000 parcelhuse. Beton-fundamentet består af 2 dele, og da havvand trængte ind, gik fundamentet i stykker på to af møllerne, hvorved den ene væltede i 2022.
Havmølleparken ejes af et konsortium bestående af PensionDanmark (50%), Ørsted (42,75 %) og Stadtwerke Lübeck GmbH (7,25 %). Transformerstationen og kablet ind til land ejes af SEAS-NVE Energy Group.

## Rødsand II
En udbygning 3 km vest for Rødsand I, Rødsand II blev vedtaget af et flertal i Folketinget i 2004. Vindmølleparken på 35 km² består af 90 møller på hver 2,3 MW, hvilket inklusive nogle test-møller giver en kapacitet på 215 MW. Dette betyder, at parken forsyner 200.000 husstande med elektricitet, hvilket svarer til to procent af det samlede danske elforbrug.
EON og Dong vandt oprindelig koncessionen med en pris på 49,9 øre pr. kWh, men de mente ikke, at de kunne få økonomien til at hænge sammen, på grund af stærkt forhøjede materialepriser, og de sprang derfor fra 20. december 2007, hvorefter havvindmølleparken blev genudbudt i februar 2008.
Energiministeriet tildelte i april 2008 E.ON Sverige koncessionen til en afregningspris 13 øre højere, nemlig 62,9 øre pr. kWh. Projektet blev gennemført med 90 møller, som blev indviet den 12. okt. 2010 af miljøminister Lykke Friis.
SEAS-NVE, Danmarks største andelsejede energiselskab, underskrev den 13. november 2013 en købsaftale med E.ON om overdragelse af Rødsand 2. Transaktionen havde en værdi af 2,8 milliarder kroner, og gennemførtes som en aktiehandel, hvor SEAS-NVE købte 80 procent af aktierne og E.ON beholdt 20 procent af aktierne i Rødsand 2. E.ON servicerer og vedligeholder fortsat havmølleparken.

## Miljø
I forbindelse med begge projekters gennemførelse er der foretaget en række miljøundersøgelser i området med det formål at påvise eventuelle negative effekter af havmøllerne på fugle, havpattedyr, fisk og bunddyr. Samlet set er konklusionen at påvirkningen er størst i byggefasen og af mindre betydning når møllerne er i drift.